# 丹麦海峡海战
丹麦海峡海战（英語：Battle of the Denmark Strait）是1941年5月24日英国和德国之间在丹麦海峡爆发的一场海战。在海战中，皇家海军调集了威尔士亲王号战列舰及胡德号战列巡洋舰，以拦截试图突入大西洋的德国俾斯麥號戰艦及欧根亲王号重巡洋舰。在随后的战斗中，英国方面损失惨重——其胡德號被击沉，威爾斯親王號遭重创，而德国则仅有俾斯麥號受了轻伤。

## 背景
1941年5月，德國陸軍在歐洲大陸頻頻告捷，並為進攻蘇聯作準備。但德國海軍的大型軍艦此时由於皇家海軍的封鎖，戰績並不佳。為了扭轉這種局面，海軍司令埃里希·雷德爾準備進行一次大型的破壞交通線攻勢——莱茵演習行動（Rheinübung）。其核心為調遣俾斯麥號戰艦及歐根親王號重巡洋艦經GIUK缺口前往大西洋，襲擊盟軍的商船運輸。在當年的1月至3月，兩艘沙恩霍斯特級戰列巡洋艦曾進入北大西洋，擊沉了22艘商船，總噸位115,600噸。雷德爾希望威力更強大的俾斯麥號能同U艇一同切斷英國的海上補給。
俾斯麦号为德国海军最新的战舰，这也是它第一次出海作战。其标准排水量为41,700吨，主砲为4座双联装15吋砲，性能先进。此时，德国海军已探知一项情况——皇家海军使用舊式的复仇级和伊丽莎白女王级战列舰为船队护航。这些舊式艦艇的火力足以击退攻击船队的德国重巡洋舰或袖珍战列舰。但俾斯麦号的性能使其有能力摧毁这些舊式战舰，同时歐根親王號可以追捕逃跑的英国商船队。
一开始德国人并没有计划使用服役不久的欧根亲王号，但其它大型军舰，如沙恩霍斯特级两舰都因损伤或故障而无法出港，而俾斯麦号的姐妹舰鐵必制號尚未完成海上測试。雷德尔因此命令出动欧根亲王号。舰队的指挥官为刚瑟·吕特晏斯海军上将。此时，德国陆军及空降部队正在进攻克里特岛、意大利皇家海军仍然有能力在地中海和英國海軍抗衡，英国皇家海军在地中海及北非力量吃紧，因此北大西洋较以前空虚。德国舰队计划经丹麦海峡进入大西洋。5月5日，阿道夫·希特勒来到格丁尼亚视察即将启航的两艘军舰。
5月18日，德国舰队在驱逐舰和扫雷舰的护卫下出港。5月20日，舰队被巡逻的瑞典飞机及军舰发现，该情报被迅速传给英国海军。本土舰队司令约翰·托维海军上将调遣诺福克号及萨福克号重巡洋舰，在佛里德里希·维克沃克少将的指挥下前往丹麦海峡巡逻，防止德国军舰进入大西洋。德国舰队在卑尔根附近的科尔斯峡湾休整后，吕特晏斯于5月21日晚继续驱舰北上，准备进入海峡。同时皇家海军派遣威尔士亲王号战列舰及胡德号战列巡洋舰，由兰斯洛特·霍兰中将坐镇胡德号指挥，前往冰岛加油，随后加入诺福克号及萨福克号，在丹麦海峡巡逻。
胡德号战列巡洋舰是世界上最大的战列巡洋舰，标准排水量42,100吨，主砲为4座双联装15吋砲，被认为是皇家海军的骄傲，但弱点是其水平装甲十分薄弱。威尔士亲王号是一艘刚服役的英王乔治五世级战列舰，装备10门14吋主砲，火力较同时期其它战舰弱，且其火控系统尚未调整測试完毕，影响了战斗力。
5月23日19时，德国舰队同英国巡洋舰编队在海峡入口处接触。俾斯麦号向英国巡洋舰进行了5次齐射，均未命中，但俾斯麦号的前雷达系统却已被火砲發射時的巨大震动給震坏，吕特晏斯便命令欧根亲王号领头，为舰队提供雷达搜索，并继续前进。装备雷达的萨福克号则继续跟踪德国军舰，等待英国主力到达。霍兰中将此时距德国人尚有190浬，他立刻命令加速，以图在海峡海域拦截德国舰队。霍兰的计划是在24日凌晨约2时（當時在此高纬度地区日落時間是凌晨1时51分）与德国人接触，让他的舰队集中火力攻击俾斯麦号，同时维克沃克的巡洋舰将与欧根亲王号交战。在他的计划中，德军所处的方向将使他们暴露在太阳的余光下，而英国人将躲在黑暗中。然而，萨福克号在0时28分失去了與德国军舰的接触，而吕特晏斯不久也改变了航向以躲避浮冰，使霍兰的计划落空。直到3时整，萨福克号才重新发现俾斯麦号。霍兰立刻调整航向，前往拦截。

## 战斗

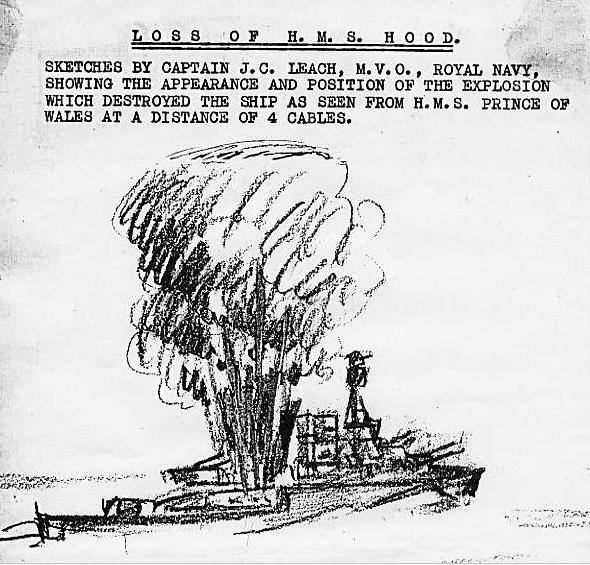
约翰·利奇舰长描述的胡德号爆炸的情景

5月24日5时35分，威尔士亲王号的瞭望发现德軍艦队，距离15浬。吕特晏斯已在声纳上侦测到了霍兰的军舰，并在10分钟后发现了海平线上的舰影。此时萨福克号和诺福克号尚在胡德号与威尔士亲王号的两点钟方向，距离约28,000码，无法及时赶到战场。霍兰于5时37分下达作战命令，并命令其编队舰艏指向德舰。他非常清楚胡德号的甲板装甲非常薄弱，所以要尽快缩短距离。因为交战距离越远，对方的砲弹墜落角度就越大，越有可能击中己方军舰欠缺有力裝甲保護的甲板平面。5时52分，霍兰命令开火，距离22,800码，目标为领头的德国军舰，因为他认为领队的一定是俾斯麦号。殊不知由于俾斯麦号雷达损坏，领队的德国军舰是欧根亲王号，而两艘德国军舰外形轮廓均很相似，威尔士亲王号並没有辨别出来。直到打了2轮齐射后，霍兰才发现错误，立刻更改命令，但浪费了宝贵的时间，而且造成测距仪混乱。同时，吕特晏斯命令继续220度航向，佔领有利战位，导致双方的航向形成T形。俾斯麦号随后于5时55分以胡德號為目標开火。
德国军舰由于位置原因，在战术方面佔了上风。胡德号及威尔士亲王号因为舰艏对着德舰，分别只能使用4门主砲和6门主砲射击，而俾斯麦号及欧根亲王号航向穩定在220度，可以使用全部的主砲射击。此外，威尔士亲王号尚未完成测试的主砲故障频繁，大大影响了射速。此时俾斯麦号进行第三次齐射，1发砲弹命中胡德号中央，造成四吋高射砲及救生艇甲板起火。霍兰意识到己方处于不利位置，于是命令左舵20度，以发挥全部主砲威力。
6时整，胡德号尚未完成转向，俾斯麦号的2座尾部主砲塔进行第5次半舷射，距离约15,700码。至少1枚15吋砲穿甲弹击中胡德号中央，弹着点在主桅及三号砲塔之间。胡德号主桅下方立刻升起了极高的火焰，随即舰艉主弹药库发生剧烈爆炸，摧毁了从军舰中段至四号砲塔的上层結構。胡德号舰体随即发生断裂，艉部立即沉没，前半部在3分钟后亦沉入水面以下。包括霍兰中将及舰长拉尔夫·科尔上校在内的1,419名英国海军官兵阵亡，全舰仅有3人获救。
德国人立刻将火力转向威尔士亲王号，命中其4发15吋砲弹，及3-4发8吋砲弹，其中1发击中了舰桥上的罗盘室与防空管制室，大部分舰桥人员阵亡；另1发摧毁了雷达控制室，造成惨重的死伤，舰体亦受到重创。由于主砲大多因出现故障而无法开火，約翰·利奇舰长于6时4分命令施放烟幕，同时向东南方撤退。6时10分，双方相继停火。由于吕特晏斯担心己方军舰会受到损失，因此並没有下令追击英軍。
威尔士亲王号共命中俾斯麦号3发14吋炮弹，其中1發摧毀了艦載機彈射器，導致該艦無法放飛水上飛機；另一發擊毀了二号燃料槽，致使約1,000噸重油洩漏；還有一發則貫穿了艦艏左舷的60毫米裝甲帶，擊毀了2號鍋爐，隨後穿出了右舷，致使2號發電機艙被水淹沒，艦體首傾3°、左傾9°，右側螺旋槳尖出水，使得航速下降到26-28節。
6时19分左右，萨福克号航向260度，在29,540码的距离上向欧根亲王号进行了6次齐射，但由于萨福克号的雷达错误显示德舰位于19,400码的位置，因此發砲无一命中。随后，德英双方先后撤出战场。

## 对胡德号沉没的争论
胡德号如此快速地沉没引起了人们不断的争论。英国方面对胡德号沉没原因进行了两次调查。最后的结果于1941年9月12日公布。这两次调查的结论是，胡德号沉没的原因是由于一至两枚15吋砲弹穿透了該艦中段的甲板装甲后，落入了4吋高射砲的弹药舱，引爆了里面的弹药，爆炸又引爆了船艉15吋主砲的弹药库，導致胡德号沉没。近年来对沉没船体的调查，显示该结果较为可信。此外亦有人对胡德号的沉没提出多种看法，有人说胡德号的沉没和其之前救生艇甲板的大火有关，也有人认为和倾斜装甲的设计有关。